# 9997 COBE
A 9997 COBE (ideiglenes jelöléssel 1217 T-1) a Naprendszer kisbolygóövében található aszteroida. Cornelis Johannes van Houten, Ingrid van Houten-Groeneveld és Tom Gehrels fedezte fel 1971. március 25-én.
Nevét a COBE (Cosmic Background Explorer) nevű csillagászati műhold után kapta.